# Plemyria rosarium
Plemyria rosarium är en fjärilsart som beskrevs av Otto Staudinger 1923. Plemyria rosarium ingår i släktet Plemyria och familjen mätare. Inga underarter finns listade i Catalogue of Life.